# MAYUMI YAMAZAKI
MAYUMI YAMAZAKI（まゆみ やまざき）は、PLINGMIN（プリングミン）のボーカリスト山崎麻由美のソロプロジェクト。

## 略歴・概要
- 2008年4月、プリングミンがキューンレコードよりミニアルバム「yes, we are.」でメジャーデビュー。
- 2011年5月、MAYUMI YAMAZAKI名義のファーストシングル「Hello, Fine Days」をリリース。
- 2012年3月、MAYUMI YAMAZAKI名義のファーストアルバム「In My Opinion」をリリース。
- 2015年3月、セカンドアルバム『POPGRAM』をリリース。
- 2016年、卵巣癌のため活動休止。
- 2018年6月、癌から復活。サードアルバム『HANBUNCO』をリリース。

## メンバー
- 山崎麻由美（やまざき まゆみ、1983年6月12日 - ）ボーカル。愛知県出身。名古屋芸術大学在学中にロックバンド、プリングミンを結成。2008年、キューンレコードからメジャーデビュー。1stシングル/This world is yoursが銀魂のエンディングテーマに採用される。Count Down Japan ,Rock in Japan等、数多くのフェスに出演する。2011年、エレクトロポップを主軸にしたソロ活動開始。2012年、29曲入りのアルバム/IN MY OPINION を配信リリース。同５月、プリングミン解散。2013年、木村カエラの４年半ぶりホールツアーにコーラスとして参加。2016年に卵巣癌を患い、手術／治療に伴い活動を休止。2017年、ガンを克服しライブ活動、音源制作を再開。2018年闘病中に綴った曲を集めたアルバム「HANBUNCO」を発表。

## ディスコグラフィー

### シングル
| 枚  | 発売日        | タイトル         |
| --- | ------------- | ---------------- |
| 1st | 2011年5月25日 | Hello, Fine Days |
| 2nd | 2011年6月29日 | With You         |
| 3rd | 2011年8月24日 | By Voice         |
| 4th | 2016年7月15日 | 東京             |

### アルバム
| 枚  | 発売日         | タイトル      |
| --- | -------------- | ------------- |
| 1st | 2012年3月7日   | In My Opinion |
| 2nd | 2015年３月３日 | POPGRAM       |
| 3rd | 2018年６月６日 | HANBUNCO      |